# کشاورزی بیابانی

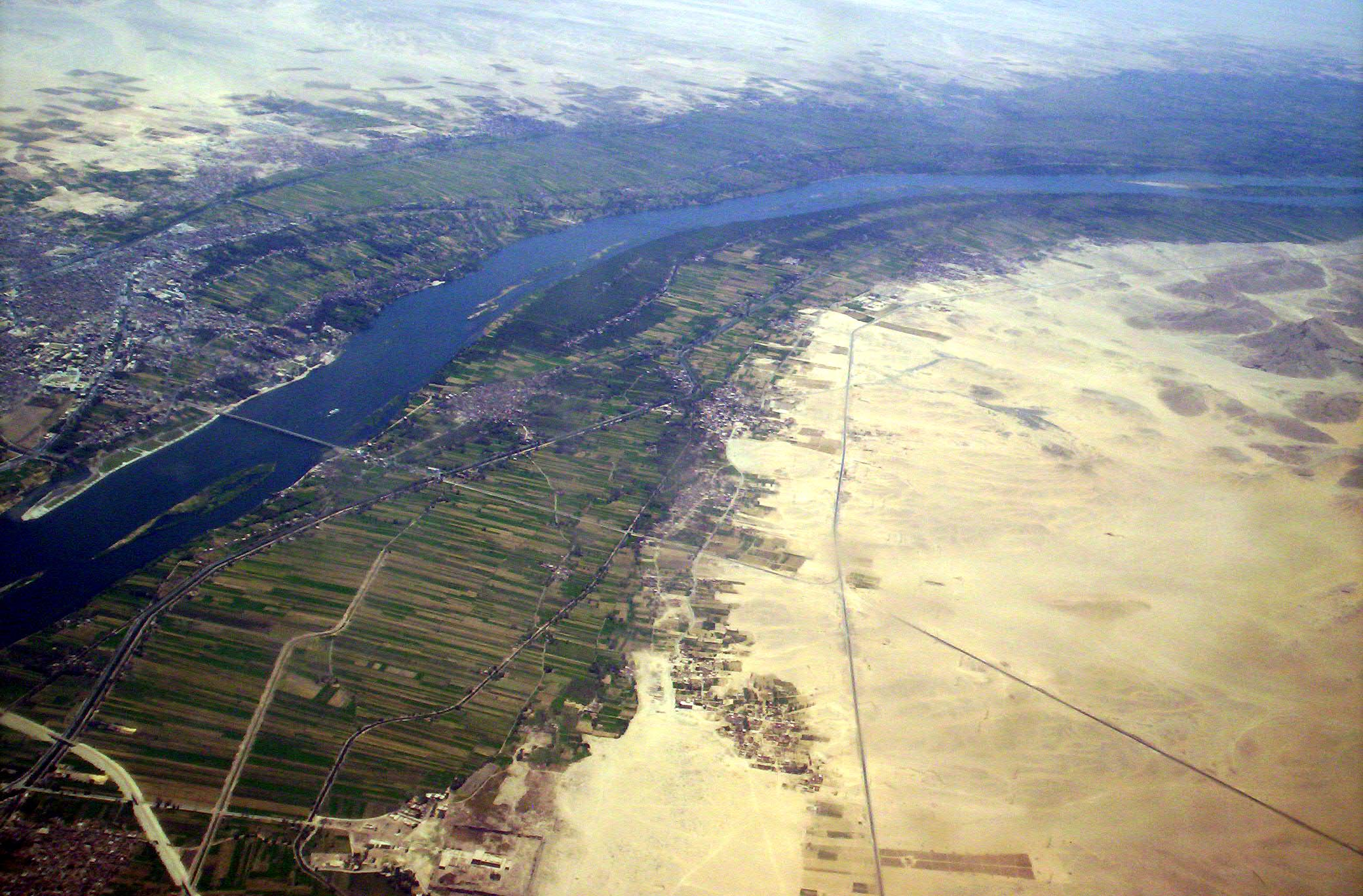
نمای هوایی از رودخانه نیل در اقصر، مصر که با ارائه آب برای آبیاری از کشاورزی منطقه پشتیبانی می‌کند. کشاورزی در مصر از ۵۵۰۰ سال قبل از میلاد مسیح وجود داشته‌است.

کشاورزی بیابانی نوعی توسعه کشاورزی در بیابان است. از آنجایی که کشاورزی به آبیاری و منابع آب وابسته است، کشاورزی در مناطق خشک که آب کمیاب است به عنوان یک چالش مهم طبقه‌بندی می‌شود. با این حال، کشاورزی بیابانی توسط انسان‌ها هزاران سال است که انجام می‌شود. در صحرای نگب، شواهدی نشان دهنده وجود کشاورزی بیابانی در حدود ۵۰۰۰ سال پیش از میلاد مسیح است. امروزه، نمونه‌هایی از کشاورزی مدرن بیابانی در دره امپریال در جنوب کالیفرنیا، استرالیا، عربستان سعودی، اسرائیل و فلسطین در حال انجام هستند. بهره‌وری آب برای رشد گیاهان در کشاورزی بیابانی بسیار با اهمیت است. بازیافت آب، نمک‌زدایی و آبیاری قطره‌ای همگی روش‌های مدرنی هستند که این مناطق و کشورها علیرغم اینکه در آب و هوای خشک قرار دارند، کشاورزی خود را با استفاده از آن گسترش داده‌اند.

## تاریخچه

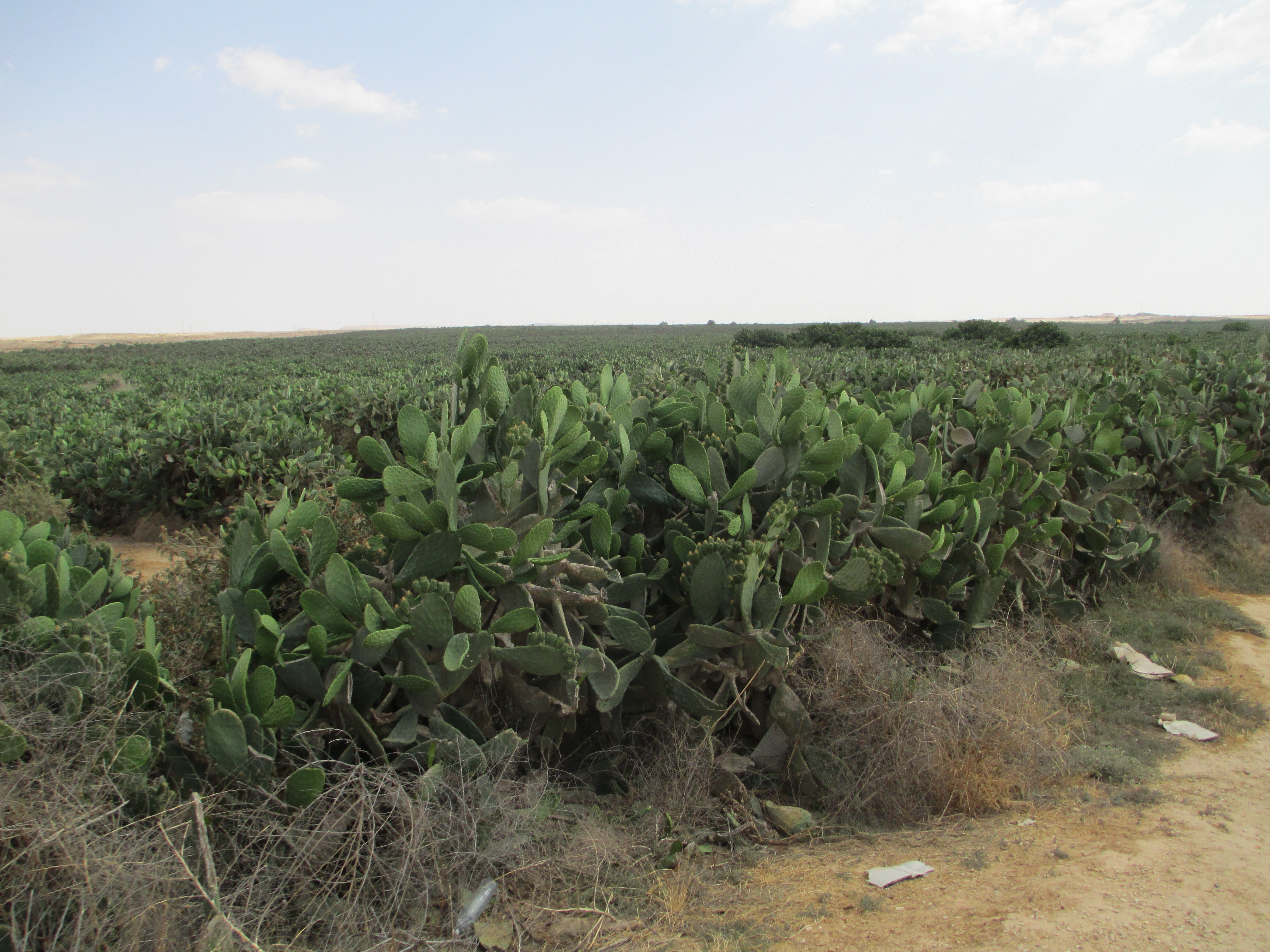
انجیر تیغی در شرایط خشک توانایی رشد دارد.

انسان‌ها هزاران سال است که کشاورزی می‌کنند و آن را اصلاح کرده‌اند. بسیاری از تمدن‌های اولیه مانند آشور باستان، اسرائیل/یهودا، مصر و تمدن دره سند در مناطق حاصلخیزی که بیابان آن را احاطه کرده بود، تأسیس شدند. با رشد این تمدن‌ها، توانایی کشت محصولات در بیابان اهمیت فزاینده ای پیدا کرد. البته از تمدن‌های اولیه نمونه‌هایی وجود دارد که عمدتاً در بیابان با کمبود منابع آب برای آبیاری یا بارندگی کم زندگی می‌کردند، از این نمونه‌ها می‌توان به قبایل مختلفی از سرخپوستان آمریکای غربی اشاره کرد.

### کشاورزی بیابانی بومیان آمریکا
قبایل مختلفی از بومیان آمریکایی این نوع از کشاورزی را انجام می‌دادند. این قبایل شامل مردمان باستانی پوئبلو، هوپی‌های دیرینه، توا، زونی، و بسیاری دیگر از قبایل منطقه‌ای، از جمله قبایل ناواهوی (نسبتاً جدیدتر حدود ۱۰۰۰ تا ۱۴۰۰ میلادی) بودند. این قبایل مختلف به‌طور کلی توسط اشغالگران اسپانیایی منطقه به عنوان سرخپوستان سیناگوا، (sinagua) به معنای «بدون آب» شناخته می‌شدند، اگرچه این اصطلاح برای بومیان آمریکایی مدرن منطقه به کار نمی‌رود.
به دلیل وابستگی زیاد به آب و هوا، عنصری که خارج از کنترل انسان تلقی می‌شود، اعتقادات مذهبی قابل توجهی، مناسک و نیایش حول محور رشد محصولات زراعی و به ویژه برای رشد چهار نوع ذرت اصلی آن منطقه شکل گرفت که مشخصه این نوع ذرت‌ها رنگشان بود که شامل: قرمز، زرد، آبی و سفید بودند. حضور ذرت به‌عنوان یک نماد معنوی اغلب در دستان شخصیت‌های مختلفی همچون روح «یه» که در قالی‌های ناواهو نشان داده شده‌اند، یا در آیین‌های مرتبط با «دوشیزه ذرت» و دیگر کچیناهای هوپی، و در اشیاء فتیش قبایل مختلف منطقه دیده می‌شود.
سرخپوستان آمریکا در صحرای سونوران و جاهای دیگر هم به آبیاری و هم به کشاورزی «آک چین» متکی بودند – نوعی کشاورزی که به «شست وشو» (دشت‌های دارای ویژگی سیلاب فصلی که تحت برف‌های زمستانی در زمستان و باران‌های تابستانی در تابستان شسته می‌شدند) وابسته بود. مردم آک چین این شکل طبیعی آبیاری را با کاشت پایین شیب از محل شستشو شده به کار می‌بردند و اجازه می‌دادند سیلاب روی محصولاتشان بلغزد.
در دره رودخانه نمک، که در حال حاضر به عنوان شهرستان مریکوپا، آریزونا شناخته می‌شود، یک سیستم حاوی کانال‌های وسیع ایجاد شد و از حدود ۶۰۰ سال پس از میلاد تا ۱۴۵۰ سال پس از میلاد نگهداری شد. این کانال‌های چند صد مایلی، محصولات مناطق اطراف فونیکس، تمپ، چندلر و مسای آریزونا را تغذیه می‌کردند. متأسفانه، آبیاری شدید شوری سطحی خاک را افزایش داد و باعث شد که دیگر برای کشت محصولات مناسب نباشد. به نظر می‌رسد که این امر به رها شدن کانال‌ها و پذیرش کشاورزی آک چین کمک کرده‌است.
کانال‌های باستانی به عنوان الگو و مدلی برای مهندسان آبیاری مدرن عمل کردند، بدین شکل که اولین نوع کانال‌های تاریخی «مدرن» عمدتاً با تمیز کردن کانال‌های هوهوکام یا بر فراز کانال‌های باستانی ساخته شده‌اند. ویرانه‌ها و کانال‌های باستانی سرخپوستان هوهوکام مایه غرور ساکنان اولیه شده بود که تصور می‌کردند جامعه کشاورزی جدید خود به‌عنوان پرنده افسانه‌ای ققنوس از خاکستر جامعه هوهوکام برمی‌خیزد، از این رو آن را فونیکس، آریزونا نامیدند. سیستم این کانال‌ها بسیار چشمگیر است زیرا بدون استفاده از ابزار فلزی یا چرخ ساخته شده‌است. نیاز به دانش جغرافیا و هیدرولوژی برای مهندسین باستان نیز وجود داشته تا طرح ساخت کانال‌ها را به وجود آورند، اما علاوه بر آن تشکل سازمانی سیاسی-اجتماعی قابل توجهی نیز برای برنامه‌ریزی استقرار نیروی کار، از جمله تأمین نیازهای فیزیکی کارگران و خانواده‌های آنها و همچنین حفظ و مدیریت منابع آب امری لازم بوده‌است.

## کشاورزی معاصر بیابانی
با افزایش جمعیت جهان، کشاورزی بیابانی بیش از هر زمان دیگری اهمیت پیدا کرده‌است. کشورها و مناطقی که امنیت آبی ندارند از افزایش جمعیت و در نتیجه افزایش تقاضا برای غذا مستثنی نیستند. خاورمیانه و شمال آفریقا شاید بزرگ‌ترین نمونه کشورهای در حال توسعه هستند که با کمی یا عدم امنیت آبی و غذایی دست و پنجه نرم می‌کنند. تخمین زده می‌شود که تا سال ۲۰۲۵، ۱٫۸ میلیارد نفر در کشورها یا مناطقی با کمبود شدید آب زندگی کنند.

### اسرائیل

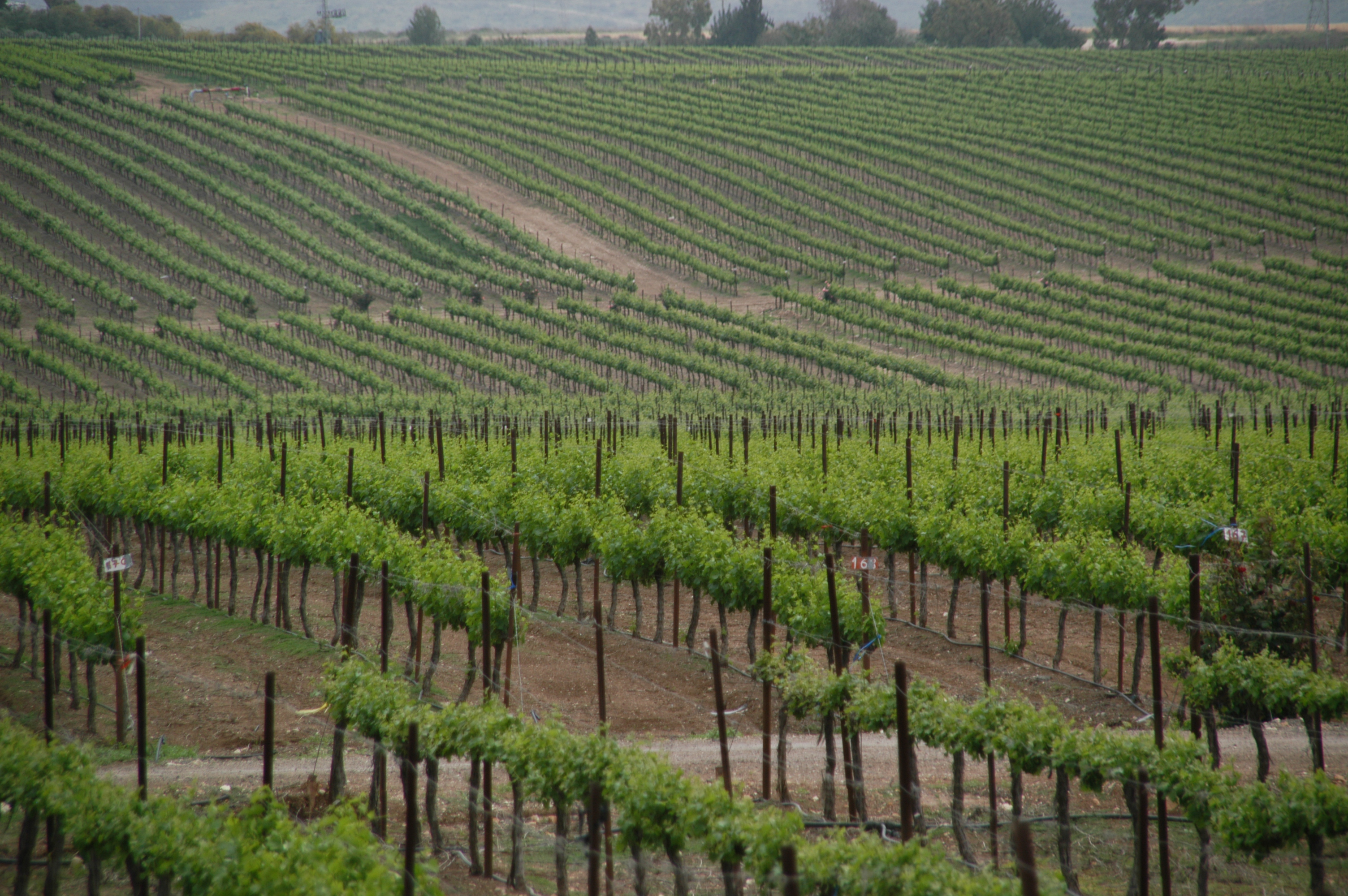
مزرعه ای در اسرائیل امروزی که از آبیاری قطره ای استفاده می‌کند.

کشاورزی در اسرائیل امروزی پیشگام چندین تکنیک برای کشاورزی بیابانی بوده‌است. اختراع آبیاری قطره ای توسط سیمخا بلاس منجر به گسترش وسیع کشاورزی در مناطق خشک شده‌است و در بسیاری از نقاط آبیاری قطره ای روش آبیاریذبه عنوان روش آبیاری استفاده می‌شود. مطالعات مختلفی همگی بدون تماقض به کاهش شدید مصرف آب در جریان کشاورزی با آبیاری قطره‌ای یا آبیاری شیمیایی را نشان دادند، یه عنوان مثال یک مطالعه کاهش ۸۰ درصدی مصرف آب و افزایش ۱۰۰ درصدی در عملکرد محصول را نشان داده‌است. مشابه همین پژوهش (که در یک روستای جنوب صحرای آفریقا انجام شد) نشان داد که آبیاری قطره‌ای منجر به بهبود استاندارد زندگی در روستاهای مورد مطالعه تا ۸۰٪ شد.
یکی دیگر از موانع بسیاری از کشورهای کم‌آب، منابع مصرفی آب است. اسراییل تمرکز خود را بر بازیافت آب از فاضلاب برای جلوگیری از دست دادن منابع آبی خود انتخاب کرده‌است. این کشور کوچک بیابانی تا سال ۲۰۱۱ از ۸۶ درصد فاضلاب خود را مجدداً استفاده کرده‌است و ۴۰ درصد از کل آب مصرفی برای کشاورزی را فاضلاب بازیافتی تأمین می‌کند. نمک زدایی، آب لب‌شور و پساب نیز ۴۴ درصد از منابع آب اسرائیل را تشکیل می‌دهد.بزرگ‌ترین کارخانه نمک زدایی آب دریا در جهان، کارخانه نمک زدایی سورک واقع در تل آویو است. این کارخانه قادر است روزانه ۶۲۴۰۰۰ متر مکعب آب تولید کند.
تولیدات کشاورزی اسرائیل از زمان استقلال این کشور در سال ۱۹۴۸ هفت برابر شده‌است و کل زمین‌های کشاورزی از ۱۶۵۰۰۰ هکتار به ۴۲۰۰۰۰ هکتار افزایش یافته‌است. این کشور ۷۰ درصد غذای خود را (به ارزش دلار) تولید می‌کند.

### دره امپریال

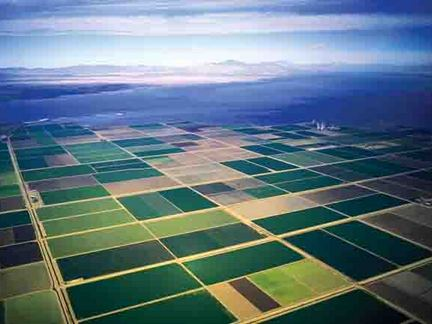
مزارع در دره امپریال، کالیفرنیا از نمای بالا

دره امپریال، دره ای در صحرای سونوران است که به مدت ۹۰ سال در این منطقه در جنوب کالیفرنیا کشاورزی می‌شود. قبل از قرن بیستم، تعداد سکنه بسیار کمی در این منطقه وجود داشت. آب این منطقه از طریق کانال آل آمریکن، که از رودخانه کلرادو سرچشمه می‌گیرد، تأمین می‌شود. تخمین زده می‌شود که حدود ۲٫۳ درصد از سبزیجات مصرفی در زمستان در ایالات متحده در دره امپریال کاشته می‌شوند. شهرستان امپریال بیشترین تولید بره و گوسفند را در کشور را نیز دارد.

### استرالیا

بزرگسالان با سن ۱۵ سال به بالا در استرالیا که در کشاورزی، جنگلداری و ماهیگیری بر حسب درصد اشتغال دارند. (بر اساس داده‌های سرشماری استرالیا در سال ۲۰۱۱)

علیرغم اینکه استرالیا کشوری بسیار خشک است، کشاورزی در آن از زمان تأسیس این کشور، یکی از اجزای اصلی اقتصاد استرالیا بوده‌است. استرالیا گاو، گندم، شیر، پشم، جو، مرغ، بره، نیشکر، میوه‌ها، آجیل و سبزیجات تولید می‌کند. کشاورزی ۲٫۲ درصد از کل اشتغال استرالیا را فراهم می‌کند، و ۴۷ درصد از کل مساحت استرالیا را مزارع یا مزارع بزرگ پرورش دام(station) اشغال می‌کنند.